# カール・バークス

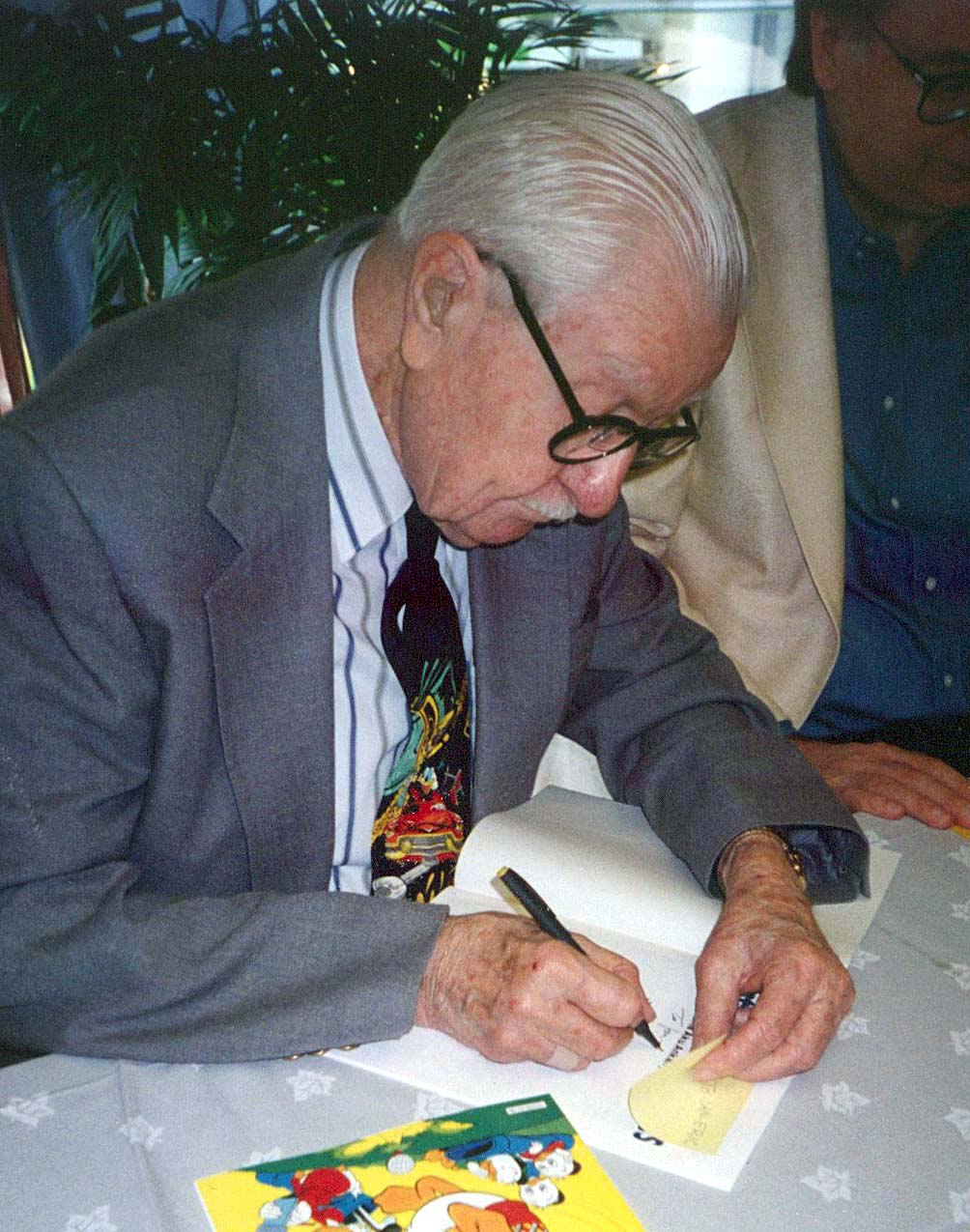
1994年6月フィンランド訪問時

カール・バークス（Carl Barks、1901年3月27日 - 2000年8月26日）は、ディズニー・スタジオのイラストレーター兼漫画雑誌出版者。ドナルド・ダックらが住む町ダックバーグを思いついたり、 スクルージ・マクダック (1947), グラッドストーン・ギャンダー  (1948),ビーグルボーイズ (1951), ジャイロ・ギアルース (1952), フリントハート・グロムゴールド  (1956), en:John D. Rockerduck (1961)そして マジカ デ スペル (1961)といったキャラクターを生み出した。 
脚本の展開や描き方などからThe Duck ManやThe Good Duck Artistというあだ名がついた。
同じ漫画家であるウィル・アイズナーが彼のことを "漫画界のハンス・クリスチャン・アンデルセン"と呼んだ。

## 人物

### ディズニー時代
ドイツ系移民の両親の元に生まれる。ドナルド・ダックが『かしこいメンドリ』でデビューしてから1年後の1935年11月、ウォルト・ディズニーによる、アニメーター募集の広告を見てバークスは応募し、もう一人の訓練生とともに採用されて、ロサンゼルスへ移った。
新人時代のバークスの給与は週20ドルで、仕事内容は、キャラクターの大事な場面における動きを担当するアニメーターの下でチームを組み、駒数を調節して一つ一つの動きを滑らかにしていくというものだった。その仕事をこなす傍ら、バークスは、こういうカートゥーンのストーリーラインにギャグを挿入していき、1937年には、少しずつストーリーを任されるようになった。その例に『ドナルドの博物館見学』があり、バークスが担当したのは、理容椅子マシンがドナルドの尻の毛をカットしてしまうところであった。ミッキーやグーフィーといったスターと共演したことのあったドナルドだったが、1937年からはドナルド主演のシリーズが作られるようになり、ドナルド主演作の制作を専任で担当する新たな脚本家・アニメーターのチームが組まれた。
それまでバークスはギャグのアイデアを提供するだけだったが、ストーリーラインのアイデアを練ってから、ストーリーボードにし、ディズニーが受け入れてくれれば、それを制作するようになった。この際、しばしばジャック・ハンナと共同で行うことが多く、こうしてできた作品には『ドナルドの腕白教育』、『ドナルドのダンス狂』、『ドナルドと山男』、『ドナルドの透明人間』、『食いしん坊がやってきた』、『ドナルドのプラスチック時代』などがあった。